# دهستان نوجین
دهستان نوجین نام دهستانی در بخش مرکزی شهرستان فراشبند،به مرکزیت شهر نوجین استان فارس در ایران است. براساس سرشماری مرکز آمار ایران در سال ۱۳۹۵، جمعیت آن 6742 نفر (1953 خانوار) بوده‌است.
بر اساس اخرین نقشه تقسیمات کشوری مرز دهستان نوجین از گردنه ای معروف به گردنه جعبه شروع شده و تا باچان ،خور و منگرگ ادامه دارد و شامل 33 روستا و ابادی زیر می باشد که البته بعضی از آنها  در حال حاضر خالی از سکنه هستند:

منصورآباد،ابگندو ،قرداش اباد ،ابنو ، خانيک، مايينک ،خوشاب ،جانی اباد، نارک ،باچان، خور،
بشور، 
بنکوي کله خوري، 
بيدقطار ، 
تلمبه جهانگيری،  
تيره کرملو ، 
قلاتک،  
گزبلند،  
مزرعه تلو تور،  
بنکوي ابوالحسن بيکي،  
تلمبه معصوم فرامرزنيا،  
مرغداری راستي ، 
بنکوي قتلور هنگ ، 
بنکوي قنبری ، 
بنکوي زرگر ، 
رهنگ ، 
سالاري ، 
اب نيلو ، 
مزرعه بني قطار،  
مزرعه چاه تيروکمان،  
بنکوي شهبازی ، 
منگرگ ، 
بنکوي رضايي 